# 1292 Luce
Az 1292 Luce (ideiglenes jelöléssel 1933 SH) a Naprendszer kisbolygóövében található aszteroida. Fernand Rigaux fedezte fel 1933. szeptember 17-én, Uccleban.